# 朝雲 (記者)
朝雲，香港著名公民記者，真名蕭雲龍  。於雨傘革命中拍攝大量照片以及作出大量採訪而為人所知。為了拍攝採訪和報道前線，曾經數次被拘捕。

## 外部連結
- 朝雲Facebook帳戶.